# 과실책임
|                                                      |
| 불법행위법                                           |
| 영미법 시리즈                                        |
| 과실                                                 |
| 주의의무 · 주의기준                                  |
| 근인 · 사실추정의 원칙                               |
| 과실계산 · 가해자 완전책임                           |
| 과실의 정신적 가해행위                               |
| 구조원칙 · 구조의무                                  |
| 법률상 불법행위                                      |
| 제조물책임법 · 고위험 행위                           |
| 불법침입인 · 승낙출입자 · 고객                       |
| 유인적 위험물                                        |
| 재산관련 불법행위                                    |
| 불법침해 · 컨버전                                    |
| 압류동산회복소송 · 동산점유회복소송 · 횡령물회복소송 |
| 유해물                                               |
| 근린방해 · 라일랜즈 대 플레처 판결                   |
| 의도적 불법행위                                      |
| 폭행위협 · 폭행 · 불법감금                           |
| 정신적 피해                                          |
| 승낙 · 필요 · 자기방어                               |
| 명예관련 불법행위                                    |
| 명예훼손 · 사생활 침해                               |
| 신뢰훼손 · 절차악용                                  |
| 악의적 기소                                          |
| 경제적 불법행위                                      |
| 사기 · 불법적 간섭                                   |
| 음모 · 영업방해                                      |
| 의무, 변론, 구제방법                                 |
| 상대적 과실과 과실 기여                              |
| 명백한 회피 기회 원칙                                |
| 상급자책임 · 동의는 권리침해 성립을 조각             |
| 패륜적 계약에서 채권발생 없다                        |
| 손해배상 · 금지명령                                  |
| 영미법                                               |
| 미국의 계약법 · 미국의 재산법                        |
| 미국의 유언신탁법                                    |
| 미국의 형법 · 미국의 증거법                          |

과실책임(negligence)은 영미법의 불법행위법의 법리로 사고나 피해가 발생하였을 때 가해자의 과실에 근거해 책임을 지우는 것이다. 여기서 과실은 고의가 결여되어 있고 합리적인 사람 기준에서 부주의가 있는 것을 말한다. 무과실책임과 대비되는 개념이다. 과거에는 기여과실이란 개념이 있어서 피해자 역시 과실을 하여 사고에 기여하면 보상을 받을 수 없었으나 지금은 상대적인 비율을 계산해 그 비율만큼 보상금을 책정하는 것이 일반적이다.

## 예
위키군이 삼겹살집에서 고기를 먹고 식중독에 걸렸다. 위키군은 삼겹살집을 상대로 손해배상소송을 제기하였다. 삼겹살집이 고의로 썩은 고기를 사용하지는 않았으나 청결하게 부엌을 유지할 책임이 있고 부주의 사실이 발견되어 과실책임으로 위키군에게 손해배상할 판결이 났다.

## 관련 판례 대법원 2010.5.27. 선고 2006다79520 판결]
【판시사항】
[1] 분만과정에서 조산사가 부담하는 주의의무의 내용
[2] 병원에서 조산사가 분만을 관장하여 출생한 신생아가 뇌성마비 상태가 된 사안에서, 분만과정에 태변착색 등 이상 징후를 발견하였음에도 산부인과 전문의 등에게 보고를 지연하여 응급조치의 기회를 상실시켰을 뿐만 아니라 마스크와 백을 이용한 인공호흡 등 조산사 스스로 가능한 범위 내의 심폐소생술도 제대로 하지 않은 조산사에게 의료과실이 있다고 본 사례
[3] 뇌성마비가 분만 중 저산소성-허혈성 뇌손상으로 인하여 발생하였다고 추정할 수 있는 경우
[4] 신생아의 뇌성마비가 조산사의 의료과실에 의한 저산소성 뇌손상으로 인하여 발생하였다고 추정한 사례

## 같이 보기
- 충동성
- 과실 (부주의)